# Wiesław Rozłucki
Wiesław Jan Rozłucki (ur. 9 grudnia 1947 w Gliwicach) – polski ekonomista, współzałożyciel Giełdy Papierów Wartościowych w Warszawie i pierwszy prezes jej zarządu (1991–2006).

## Życiorys
W 1970 ukończył studia na Wydziale Handlu Zagranicznego Szkoły Głównej Planowania i Statystyki w Warszawie). Był też stypendystą British Council w London School of Economics (1979–1980). Uzyskał stopień naukowy doktora w zakresie geografii ekonomicznej. W latach 1989–1990 był doradcą ministra finansów, a następnie dyrektorem Departamentu Rozwoju Rynku Kapitałowego w Ministerstwie Przekształceń Własnościowych. Od 1991 do 1994 wchodził w skład Komisji Papierów Wartościowych, w latach 90. zasiadał w Radzie ds. Rozwoju Gospodarczego przy prezydencie RP.
Należał do organizatorów warszawskiej Giełdy Papierów Wartościowych. Od 1991 do 2006 zajmował stanowisko prezesa jej zarządu. Przewodniczył także radzie nadzorczej Krajowego Depozytu Papierów Wartościowych. Pełnił różne funkcje w europejskich i międzynarodowych organizacjach branży giełdowej (w tym wiceprzewodniczącego Komitetu Roboczego Europejskiej Federacji Giełd). Powoływany w skład rad nadzorczych Telekomunikacji Polskiej, MCI Management, TVN, Banku BPH i innych spółek prawa handlowego. Został członkiem rady nadzorczej Fundacji Edukacji Rynku Kapitałowego i rady Fundacji im. Lesława A. Pagi. Został doradcą banku inwestycyjnego Rothschild & Co oraz wykładowcą Olympus Szkoły Wyższej im. Romualda Kudlińskiego w Warszawie. W latach 2013–2016 był przewodniczącym rady GPW w Warszawie.

## Odznaczenia i wyróżnienia
W 1995 został uhonorowany francuskim Narodowym Orderem Zasługi, w 2000 odznaczony Krzyżem Komandorskim Orderu Odrodzenia Polski, a w 2011 – Krzyżem Komandorskim z Gwiazdą Orderu Odrodzenia Polski.
W 2006 laureat Nagrody Specjalnej Lewiatana przyznanej przez Konfederację Lewiatan. W 2007 otrzymał Perłę Honorową Polskiej Gospodarki (w kategorii gospodarka). W tym samym roku został laureatem nagrody Galeria Chwały Polskiej Ekonomii, wyróżnienia przyznawanego przez jury wytypowane przez „Manager Magazin”, SGH i Akademię Leona Koźmińskiego.
W 2024 został wyróżniony tytułem doktora honoris causa Szkoły Głównej Handlowej.